# Zalaszentiván
Zalaszentiván is een plaats (község) en gemeente in het Hongaarse comitaat Zala. Zalaszentiván telt 1079 inwoners (2002).